# Казанівський Богдан Савич
Богда́н Казані́вський (3 лютого 1916, с. Нивиці, нині Шептицький район — 1 квітня 2017, м. Роквілл, США) — український письменник-мемуарист, діяч ОУН («Тирса», «Щетина»).

## Життєпис
Народився 3 лютого 1916 року у селі Нивиці, нині в Шептицькому районі Львівської області, Україна (тоді Радехівського повіту (Галичина).
Закінчив торговельні курси у Львові, пізніше — технічно-креслярські у США. Працював бухгалтером у Львові, був активним діячем ОУН. Неодноразово заарештовувався владою.
Після завершення початкової освіти з 1932 року працював у повітовому кооперативі в Радехові, в тому часі вступив до ОУН.
Лев Ребет 1933 року його призначив організаційним референтом повітового проводу ОУН на Радехівщині — діяв до 1937.
У квітні 1937 року заарештований польською поліцією. У грудні того ж року засуджений окружним судом у Золочеві до 18 років ув'язнення, строк було зменшено до 12 років.
Вдруге засуджений на процесі у січні-лютому 1938 року в Золочеві, з іншого обвинувачення, але знову за протипольську діяльність в ОУН, присудили 12 років позбавлення волі.
Після початку німецько-польської війни разом з іншими бранцями зумів звільнитися з ув'язнення; повернувся до підпільної діяльності в ОУН, перебував на землях Польщі, окупованих німцями, мав постійні контакти з керівниками ОУН, котрі базувалися в Кракові.
В січні 1940 року поблизу села Бендюга Сокальського району заарештований співробітниками УНКВС при спробі переходу кордону. Півтора року перебував під слідством в тюрмах НКВС, зокрема, у тюрмі «на Лонцького», де пережив важкі допити і тортурування.
28 червня 1941 року йому з групою інших в'язнів вдалося звільнитися з тюрми і уникнути долі багатьох інших, розстріляних співробітниками НКВС без суду під час відступу зі Львова.
Після проголошення Акту відновлення Державності України — виконувач обов'язків тимчасового команданта Львова.
По початку репресій нацистів у 1941—1943 роках був зв'язковим Проводу ОУН(б) у Львові. Виконував доручення, зокрема, І. Климіва «Легенди», М. Лебедя «Рубана», М. Степаняка «Д. Дмитріва».
1944 року виїздить до Західної Європи.
У 1950 р. прибув до США, поселився у Філадельфії, потім переїхав до Бетезда (Меріленд); був членом теренового проводу ОУН.
В 1950—1980-х роках неодноразово виступав з доповідями та спогадами перед українською молоддю.
2005 року був серед дарувальників на Донецьку обласну універсальну наукову бібліотеку.
Був одружений з Оленою Матлою. Помер 1 квітня 2017 року в США.

## Творчість
Автор спогадів «Шляхом легенди» (1975).

## Джерело
- До питання створення
- Ло 95-річчя з дня народження Богдана Казанівського[недоступне посилання з липня 2019]
- Донецька обласна універсальна наукова бібліотека
- Відійшов у вічність провідний діяч ОУН — Богдан Казанівський [Архівовано 13 квітня 2017 у Wayback Machine.]